# Louis Potheau
Louis Adrien Potheau (ur. 14 sierpnia 1870 w Bellevue, zm. 18 lutego 1955 w Vaison-la-Romaine) – francuski żeglarz, olimpijczyk, zdobywca brązowego medalu w regatach na letnich igrzyskach olimpijskich w 1908 roku w Londynie.
Na Letnich Igrzyskach Olimpijskich 1908 zdobył brąz w żeglarskiej klasie 6 metrów. Załogę jachtu Guyoni tworzyli również Henri Arthus i Pierre Rabot.